# Témara
Témara (arabisch تمارة, Zentralatlas-Tamazight ⵜⵎⴰⵔⴰ) ist eine Großstadt mit knapp 300.000 Einwohnern an der Atlantikküste Marokkos, sie gehört zum Ballungsraum von Rabat/Salé und liegt in der Präfektur Skhirate-Témara in der Region Rabat-Salé-Kénitra.

## Lage und Klima
Témara liegt etwa 14 km (Fahrtstrecke) südwestlich der Landeshauptstadt Rabat in einer Höhe von ca. 30 m; die Entfernung zur südwestlich gelegenen Millionenstadt Casablanca beträgt ca. 78 km. Das Klima ist gemäßigt bis warm und wird vom nahen Meer bestimmt; Regen (ca. 505 mm/Jahr) fällt nahezu ausschließlich im Winterhalbjahr.

## Bevölkerung
| Jahr      | 1994    | 2004    | 2014    | 2024    |
| Einwohner | 130.793 | 225.497 | 313.510 | 297.098 |

Die Bevölkerungszahl des ehemaligen Fischerortes ist seit Beginn der Unabhängigkeit Marokkos (1956) infolge der Zuwanderung vieler Berberfamilien aus dem Süden Marokkos enorm angestiegen.

## Wirtschaft
Témara profitiert wirtschaftlich von den guten Straßen- und Bahnverbindungen und ihre Lage zwischen der Verwaltungshauptstadt Rabat und dem Wirtschaftszentrum Casablanca im Süden. Es gibt zwei Industriegebiete. Das Südliche hat eine Fläche von 120 Hektar, erweiterbar auf 300 Hektar, mit 55 Betrieben, darunter Textil-, Verpackungs-, Druckerei und Nahrungsmittelproduktion. Die zweite Industriezone (Attasnia) erstreckt sich im Norden. Sie hat eine Fläche von 20 Hektar mit 23 Betrieben (Textil, Elektronik, Chemie).

## Geschichte
Témara wurde im 12. Jahrhundert durch den Almohaden-Sultan Abd al-Mu'min (reg. 1130–1163) gegründet, der eine Moschee und eine Madrasa erbauen ließ. Im 17. Jahrhundert ließ Sultan Mulai Ismail um die Moschee eine Mauer errichten. Später erweiterten die Sultane Mulai Abd ar-Rahman (reg. 1822–1859) und Moulay Abd al-Aziz (reg. 1894–1908) die Bauwerke zu einer Festung (kasbah).

## Städtepartnerschaft
- Saint-Germain-en-Laye, Île-de-France, Frankreich

## Persönlichkeiten
- Hassan Abbadi (* 1943), marokkanischer Politiker
- El Hassan Lahssini (* 1975), französischer Langstreckenläufer
- Hamza Igamane (* 2002), marokkanischer Fußballspieler